# John Newton (attore 1965)
John Haymes Newton (Chapel Hill, 29 dicembre 1965) è un attore statunitense, noto per il ruolo di Superboy nell'omonima serie tv e per il ruolo di Ryan McBride nel serial Melrose Place.

## Biografia
Il suo debutto avviene nel 1988, quando ottiene la parte di Superboy/Clark Kent nella serie TV Superboy e, alla conclusione della serie dopo appena un anno, ottiene una parte nella pellicola Alive - Sopravvissuti.
È anche noto per aver interpretato l'agente Tony Palermo nella serie The Untouchables; dopo aver partecipato alla serie Models, Inc. ottiene la parte di Ryan McBride in Melrose Place; negli anni successivi partecipa a svariati film tv e ottiene piccole parti in alcune serie televisive, come quella di un ragazzo omosessuale in Desperate Housewives.

## Filmografia parziale

### Cinema
- Alive - Sopravvissuti (Alive), regia di Frank Marshall (1993)
- The Haunting of Molly Hartley, regia di Mickey Liddell (2008)
- Evidence, regia di Olatunde Osunsanmi (2013)

### Televisione
- Superboy - serie TV, 26 episodi (1988-1989)
- The Untouchables - serie TV, 42 episodi (1993-1994)
- Models Inc. - serie TV, 8 episodi (1994-1995)
- Walker Texas Ranger - serie TV, episodi 5x16-5x27 (1997)
- Melrose Place - serie TV, 28 episodi (1998-1999)
- E.R. - Medici in prima linea (ER) - serie TV, 1 episodio (2002)
- Desperate Housewives - serie TV, 2 episodi (2004-2005)

## Doppiatori italiani
Nelle versioni in italiano delle opere in cui ha recitato, John Newton è stato doppiato da:
- Nanni Baldini in Melrose Place
- Sergio Lucchetti in Desperate Housewives
- Roberto Certomà in CSI: Miami
- Fabrizio Picconi in The Mentalist